# Pueblos Jóvenes
Pueblos Jóvenes (spanska, ungefär: "Unga byar") kallas i Peru de områden med mycket enkla bostäder som växer fram i städernas utkanter i takt med den snabba urbaniseringen. Fenomenet har motsvarighet i flera andra länder i Syd- och Mellanamerika och kallas då "Colonias" (Mexico), "Ranchos" (Caracas), "Favelas" (Rio de Janeiro) och "Compartementos" (Santiago de Chile). Ett annat namn är "Barriadas", vilket också används. 

## Hur en Pueblo Joven uppstår
En Pueblo Joven växer fram när en stor mängd fattiga människor kommer till städerna och behöver arbete och bostad. De är ofta unga, saknar utbildning, och har liten eller ingen erfarenhet alls av livet i en storstad. Den franske geografen och historikern Jean/Claude Driant delar upp processen i fem mer eller mindre urskiljbara steg, ofta överlappande varandra:
1. Initiativ och organisation för att ta terrängen i anspråk. Detta kan ske genom en grupp av familjer, genom myndigheters ingripande eller en kombination.
2. Ockupation av den outnyttjade terrängen. Detta kan ske i olika former, allt från illegal invasion till bosättning i ordnade former, organiserade av staten.
3. Stabiliseringsfas, detta innefattar tiden från de första dagarnas provisoriska (undermåliga) bosättningar till dess att man når en överenskommelse med den juridiske ägaren av marken eller med myndigheterna så att boplatsen blir bestående.
4. Konsolideringsfasen innebär anordnande av försörjningssystem, vatten och avlopp, el, förbättring av bostäderna, ordnande av tomten, och att familjen växer.
5. Reproduktionsfasen slutligen är tiden då den andra generationen växer upp och kräver bostäder. Det sker då en förtätning internt, eller följden blir en extern utvidgning till en ny "Pueblo Joven".

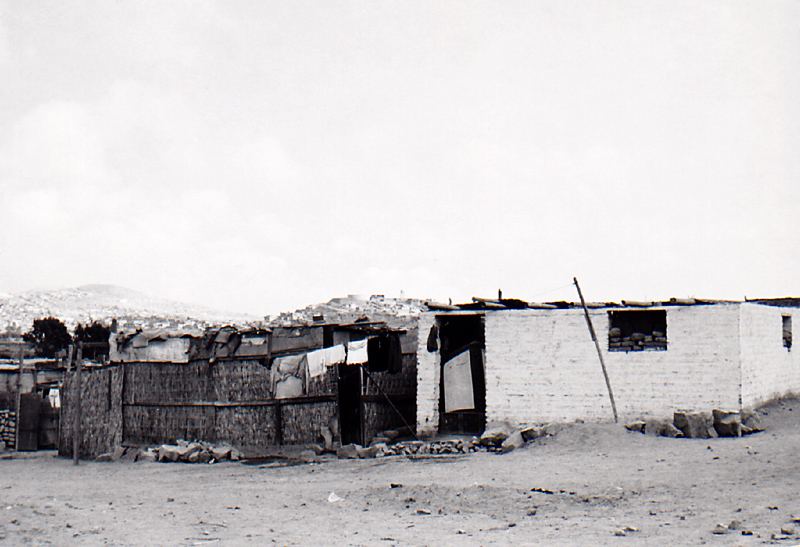
Hus i enkla material,
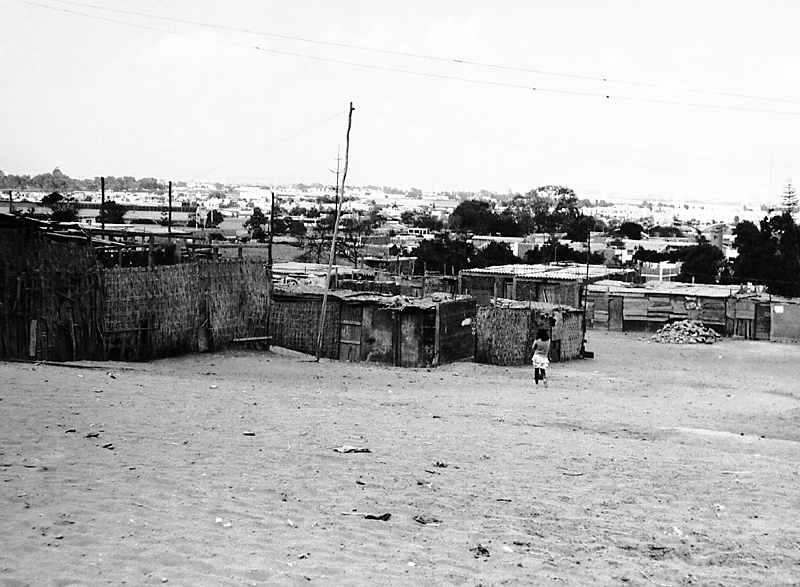
ofta nära ordinarie bebyggelse,
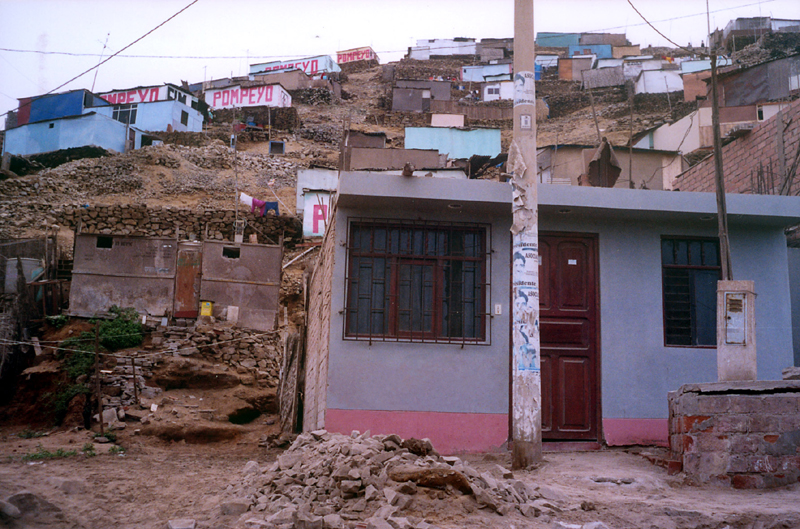
bostäder i olika faser,
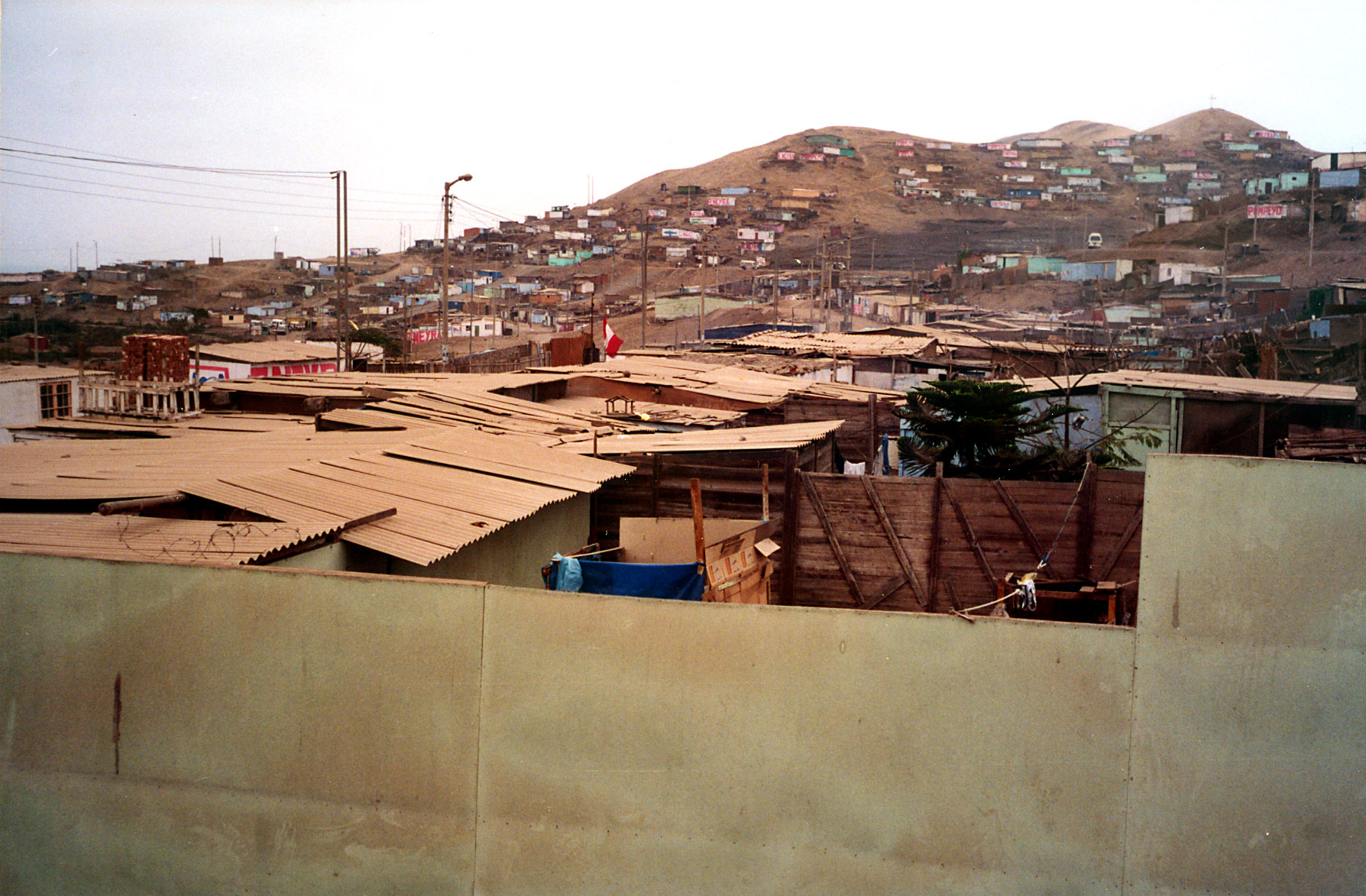
ständigt växande ...

## Pueblos Jóvenes i Lima
Pueblos Jóvenes har växt fram under en lång tidsperiod, med början i slutet av 1920-talet, men det var först i samband med jordbävningen 1940 som fenomenet accelererade. Ett stort antal hus blev svårt skadade, framförallt i Callaoområdet, och man tvingades riva dem. Detta ställde många familjer utan tak över huvudet. De tvingades bygga upp nödbostäder av det material som fanns till hands. Samtidigt hade hamnområdet i Callao behov av arbetskraft. Detta ledde till att nära Callao och längs floden Rimac uppstod områden med enkla nödbostäder.
Under perioden 1961-1980 växte befolkningen i Lima med 5,4 procent per år, i de enkla "slumområdena" var tillväxten 9 procent. 1972 bodde en fjärdedel av befolkningen i Lima i Pueblos Jovenes.
Myndigheternas inställning var i huvudsak negativ, invandringen innebar en okontrollerad tillväxt vilket skapade många problem med planering av vatten och avlopp, kommunikationer, handel med mera.

### Villa El Salvador
Den 1 maj 1971 invaderade omkring 200 familjer ett område vid Pamplona Alta, Cono Sur. Under en tidsperiod av 15 dagar hade mellan 6000 och 9000 personer samlats där. Sammanstötningar skedde med myndigheterna, minst två döda och ett antal skadade. Regeringen beslöt då att tillåta invasion i ett område som döptes till "Villa El Salvador". Cirka 3000 familjer transporterades fredligt till det nya området. Staten hade tidigare medgivit bosättning i ungefär hälften av nybyggnadsområdena, men detta blev den första Pueblo Joven som blev framgångsrik. Uppbyggnaden var hierarkiskt uppbyggd med sektorer för industri och jordbruk. 1983 fick Villa El Salvador status som distrikt.

## Andra benämningar i andra länder
Dessa informella bosättningar har speciella benämningar i de olika latinamerikanska länderna:
- Arrabal (Puerto Rico)
- Asentamiento (Guatemala)
- Barrio Marginal (Ecuador)
- Cantegril (Uruguay)
- Colonias (Mexiko)
- Favela (Brasilien)
- Población callampa eller Campamentos (Chile)
- Barrio (kvarteret) eller Rancho (enskild bostad) (Venezuela)
- Tugurio eller Precario (Costa Rica)
- Villa Miseria (Argentina)
- Chacarita (Paraguay)

I Spanien kallas det Chabola.